# Zaścianki (województwo podlaskie)
Zaścianki – wieś w Polsce położona w województwie podlaskim, w powiecie białostockim, siedziba gminy Grabówka. 

## Opis
W latach 1973–1976 miejscowość była siedzibą gminy Zaścianki. 1976–2024 znajdowała się w gminie Supraśl. W latach 1975–1998 miejscowość należała administracyjnie do województwa białostockiego.
Wieś jest siedzibą parafii prawosławnej św. Męczennika Pantelejmona, w miejscowości znajduje się cerkiew św. Męczennika Pantelejmona.
Natomiast wierni kościoła rzymskokatolickiego należą do parafii Świętego Krzyża w Grabówce lub do parafii Niepokalanego Serca Maryi w Białymstoku.